# Guérison des dix lépreux

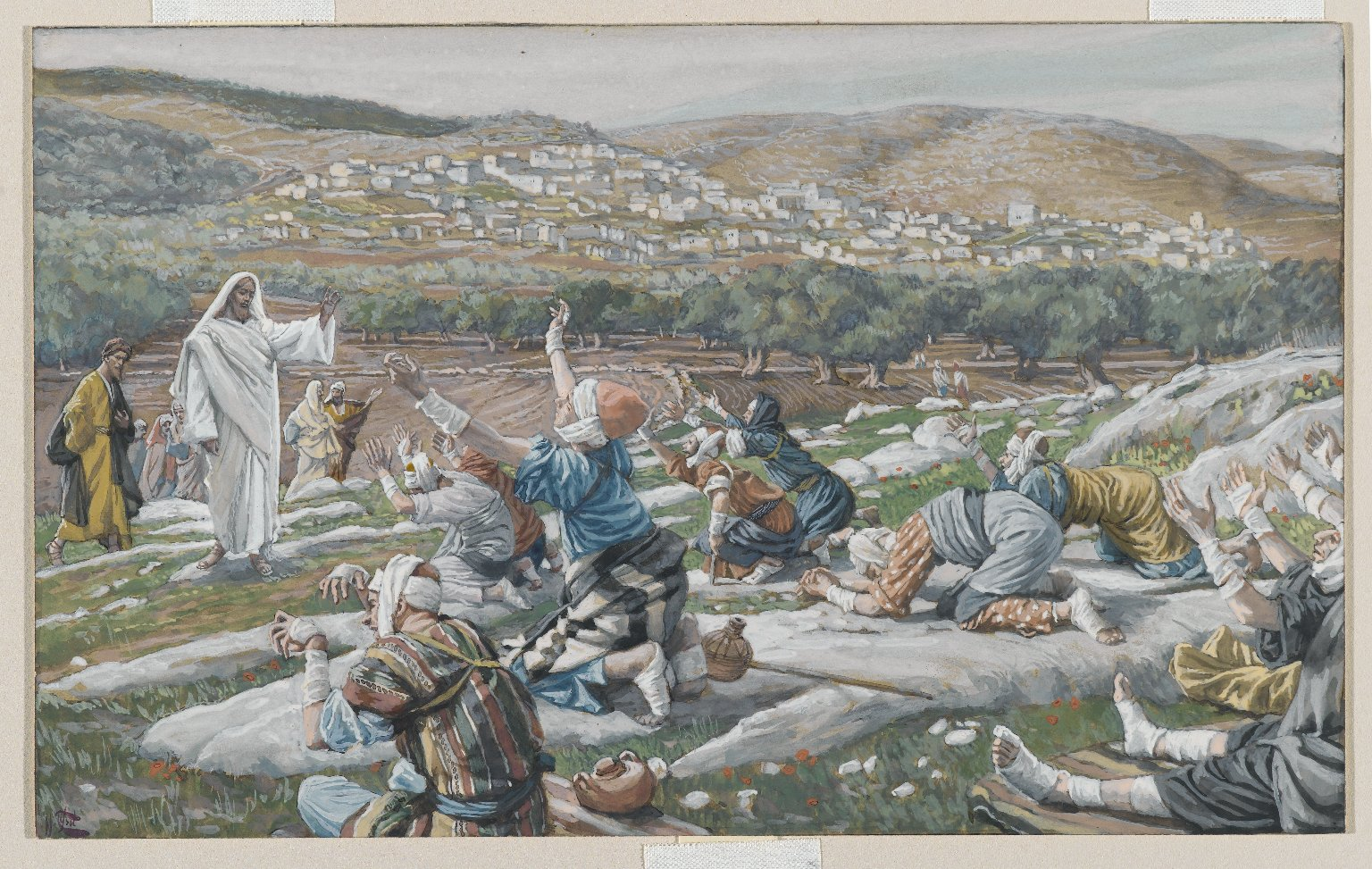
James Tissot - La Guérison de dix lépreux - Brooklyn Museum

La guérison des dix lépreux est un des miracles de Jésus-Christ rapporté dans l'Évangile selon Luc (17,11-19).

## Texte
Évangile de Jésus-Christ selon saint Luc, chapitre 17, versets 11 à 19 :
« Jésus, se rendant à Jérusalem, passait entre la Samarie et la Galilée. Comme il entrait dans un village, dix lépreux vinrent à sa rencontre. Se tenant à distance, ils élevèrent la voix, et dirent : Jésus, maître, aie pitié de nous ! Dès qu'il les eut vus, il leur dit : Allez vous montrer aux sacrificateurs. Et, pendant qu'ils y allaient, il arriva qu'ils furent guéris. L'un d'eux, se voyant guéri, revint sur ses pas, glorifiant Dieu à haute voix. Il tomba sur sa face aux pieds de Jésus, et lui rendit grâces. C'était un Samaritain. Jésus, prenant la parole, dit : Les dix n'ont-ils pas été guéris ? Et les neuf autres, où sont-ils ? Ne s'est-il trouvé que cet étranger pour revenir et donner gloire à Dieu ? Puis il lui dit : Lève-toi, va ; ta foi t'a sauvé. »
Traduction d'après la Bible Louis Segond.

## Interprétation
Ce miracle souligne l'importance de la gratitude, et aussi de la foi car Jésus ne dit pas : « Mon pouvoir t'a guéri » mais attribua la guérison à la foi des suppliants,.
Pour le Père Joseph-Marie, ces dix lépreux représentent l'humanité tout entière, prise dans le péché, et par rapport à Dieu oublié. Cependant les lépreux savent encore prier, et Jésus parce qu'ils lui montrent qu'ils veulent suivre sa parole, les guérit. Pour autant un seul lépreux croit pleinement au Christ. L'espérance et la foi, deux des vertus primordiales pour l'Église sont dans ce miracle comme dans beaucoup d'autres mises en avant .
Saint Bruno de Segni confirme que ces dix lépreux représentent l'humanité. Ce miracle reflète la miséricorde de Dieu. Le lépreux qui vient revoir le Christ est l'image des baptisés. Pour le saint la foi est primordiale : «C'est donc la foi qui sauve, la foi qui justifie, la foi qui guérit l'homme dans son âme et dans son corps » .
Pour Benoît XVI, il y a bien dans ce miracle deux niveaux de guérison : celle du corps, et celle de l'âme. La lèpre de l'humanité est l'orgueil et l'égoïsme qui créent la violence et la haine. Dieu qui est Amour est le remède face à ses plaies. Et le saint-Père à l'image du Christ de dire : « Convertissez-vous et croyez à l'Évangile » (cf. Mc 1,15) . 
D'autre part, il est important de noter la nationalité de celui qui croit véritablement et va rendre grâce au Seigneur: c'est un samaritain, non un juif car n'oublions pas de le souligner que le Christ lui-même a dit à la femme samaritaine que le salut vient des juifs (Jn 4,22). S'il se trouve donc que le vai croyant n'est pas juif, ceci entraîne l'universalité de la foi et du Salut en Jésus qui n'est pas venu comme le Messie des juifs mais le Sauveur du monde entier. "Car Dieu a tant aimé le monde qu'il a envoyé son Fils unique afin que quiconque croit en lui ne périsse point mais qu'il ait la vie éternelle'' (Jn 3,16).